# 桑迪·考恩
桑迪·考恩（英語：Sandy Cowan，1879年2月5日—1915年1月8日），生于安大略省，加拿大男子棍网球运动员。他曾代表加拿大参加1904年夏季奥林匹克运动会棍网球比赛，获得一枚金牌。